# Ewrotas
Ewrotas, dawniej Eurotas, (gr. Ευρώτας Eurṓtas) – główna rzeka Lakonii, krainy w południowej Grecji, o długości 82 km. Wypływa z góry Chelmos, przepływa przez Spartę i wpada do Morza Egejskiego poprzez Zatokę Lakońską na wschód od Githio. Według starożytnych Greków oddzielała podziemie od Alfejosu.